# Jelowoje (Kaliningrad)
Jelowoje (russisch Еловое, deutsch Kasenowsken, 1935 bis 1945 Tannsee, litauisch Kaženovskiai) ist ein Ort in der russischen Oblast Kaliningrad. Er gehört zur kommunalen Selbstverwaltungseinheit Stadtkreis Gussew im Rajon Gussew. Zu Jelowoje gehört (laut Karte) auch das ehemalige Wilpischen/Eichenfeld (vgl. Kaspijskoje).

## Geographische Lage
Jelowoje liegt zehn Kilometer nordwestlich der Stadt Gussew (Gumbinnen) am Nordwestufer des Wilpischer Sees (1938 bis 1945: Eichenfelder See, heute russisch: Osero Dubowskoje). Durch den Ort verläuft die Kommunalstraße 27K-154, die von Michailowo (Eszerningken/Neupassau) in den Maisko-Krasnopoljanski Sakasnik (vor 1945 hier Forst Tzullkinnen bzw. Staatsforst Tannsee) führt. Eine Bahnanbindung existiert nicht.

## Geschichte
Das ursprünglich einmal Kasenatzken genannte kleine Dorf wurde vor 1711 gegründet. Zwischen 1874 und 1945 war es in den Amtsbezirk Tzullkinnen eingegliedert, der – am 3. April 1935 in „Amtsbezirk Eichenfeld“ umbenannt – zum Kreis Gumbinnen im Regierungsbezirk Gumbinnen der preußischen Provinz Ostpreußen gehörte.
In Kasenowsken mit seinen zugehörigen Ortsteilen Oberförsterei Tzullkinnen (ab 1935: Forstamt Tannsee) und Försterei Notz waren im Jahre 1910 317 Einwohner gemeldet. 1933 betrug die Einwohnerzahl noch 279 und 1939 dann 292. 
Am 30. August 1935 erfolgte die Umbenennung Kasenowskens in „Tannsee“.
1945 wurde der Ort mit dem gesamten nördlichen Ostpreußen in Kriegsfolge in die Sowjetunion überführt. 1947 erhielt das Dorf die russische Bezeichnung „Jelowoje“ und wurde gleichzeitig dem Dorfsowjet Krasnopolski selski Sowet im Rajon Gussew zugeordnet. 1954 gelangte der Ort in den Pokrowski selski Sowet. Von 2008 bis 2013 gehörte Jelowoje zur Landgemeinde Michailowskoje selskoje posselenije und seither zum Stadtkreis Gussew. 

## Kirche
Die Bevölkerung Kasenowskens resp. Tannsees war vor 1945 fast ausnahmslos evangelischer Konfession und somit in das Kirchspiel der Kirche Gerwischkehmen (der Ort hieß zwischen 1938 und 1946: Gerwen, heute russisch: Priosjorjone) eingepfarrt. Damit war das Dorf Teil des Kirchenkreises Gumbinnen in der Kirchenprovinz Ostpreußen der Kirche der Altpreußischen Union. Heute liegt Jelowoje im Einzugsgebiet der neu entstandenen evangelisch-lutherischen Gemeinde der Salzburger Kirche in Gussew (Gumbinnen), die zur Propstei Kaliningrad (Königsberg) der Evangelisch-lutherischen Kirche Europäisches Russland gehört.

## Schule
Vor 1945 war Kasenowsken resp. Tannsee Schulort. Hier bestand eine zweiklassige Volksschule, die seit 1908 in einem Um- und Erweiterungsbau des Schulhauses untergebracht war.